# Alioramus altai
Alioramus altai ("rama diferente de Altai") es una especie del género Alioramus de dinosaurio terópodo tiranosauroide, que vivió a finales del período Cretácico, hace aproximadamente entre 75 a 70 millones de años, en el Campaniense, en Asia.